# 紐敦納茲
紐敦納茲（英語：Newtownards）是位於英國北愛爾蘭東北部的的一個鎮。據2001年人口普查，紐敦納茲有人口27,821人，11,502戶。其中86%信仰新教，9%信仰天主教。

## 外部連結
- Newtownards Directory 1910 （页面存档备份，存于）
- Newtownards Online